# Les Fleurs de Tarbes
Les Fleurs de Tarbes (sous-titré La Terreur dans les lettres) est un essai écrit par Jean Paulhan et paru en 1936, puis en 1941 aux éditions Gallimard.
Il s’agit de la première partie de l’enquête paulhanienne, achevée en 1967. Il y développe sa thèse d’une terreur ayant cours dans les lettres françaises, opposant les « Terroristes » aux « Rhétoriqueurs ». Enfin, il propose l’ébauche d’une nouvelle rhétorique, amenée à être approfondie dans Le Don des langues.

## D’un malentendu dans les lettres françaises
Le point de départ de la démonstration de Paulhan est l’inefficacité de la méthode critique du XIXe siècle : 
« J’ai dit, et chacun sait, que Sainte-Beuve entend Baudelaire de travers ; mais il n’est pas moins exact (bien qu’il soit moins connu) que mon voisin M. Bazot se trouve embarrassé pour parler à sa bonne et s’embrouille aux explications – un peu mystérieuses – de son jardinier. La maladie des Lettres serait, après tout, peu de chose, si elle ne révélait une maladie chronique de l’expression. »
Cette maladie chronique de l’expression est caractérisée par la présence d’une forme de malentendu : les critiques, les écrivains et par extension les lecteurs, ne s’accordent pas sur la question fondamentale suivante : « qu’est-ce que le langage, et que nous révèle-t-il sur l’esprit ? » et, de fait, sont incapables de s’entendre. Paulhan en prend pour exemple les critiques qui se contredisent et le climat de « misère » dans lequel se trouverait la littérature au lendemain de la Seconde guerre mondiale. Car s’il est question d’originalité et de style pour les critiques, il semble que ces éléments leur soient particulièrement difficiles à définir. L’auteur propose l’étude des thèses de trois critiques célèbres :  Rémy de Gourmont, Marcel Schwob et Antoine Albalat à travers leurs ouvrages réciproques consacrés au style littéraire. Il distingue un point commun dans les doctrines de ces trois auteurs : le critère de l’originalité. D’après ce dernier, l’écrivain ne doit rien fuir d’autre que le cliché, le lieu commun : signe de paresse intellectuelle, mais bientôt de soumission de l’esprit à la matière, du signifié au signifiant. L’objet sur lequel se portera la recherche de Paulhan sera dès lors le cliché, le lieu commun, en cela qu’il s’agit d’un groupe de mots qui présente l’apparence du verbalisme pour de nombreux critiques.

## Les terroristes et le «pouvoir des mots»
Paulhan propose la définition suivante : 
« L’on appelle Terreurs ces passages dans l’histoire des nations (qui succèdent souvent à quelque famine), où il semble soudain qu’il faille à la conduite de l’État, non pas l’astuce et la méthode, ni même la science et la technique – de tout cela l’on a plus que faire – mais bien plutôt une extrême pureté de l’âme, et la fraîcheur de l’innocence commune. »
Les Terroristes constituent un camp composite et vaste, de Bergson à Breton. Qualifiés de « misologues » , ils sont aux yeux de l’auteur ceux qui plongeraient les Lettres françaises dans « la misère, la solitude, l’excès » . Leur chef de fil intellectuel est nommé, le philosophe Henri Bergson, d’après qui le langage, abstrait, arbitraire, matériel, impose une simplification et fige l’idée, et ainsi l’appauvrit, la trahit. Avant Bergson, de nombreux auteurs et critiques auraient déjà été guidés par cette conception du langage, cette inégalité entre la matière (le signe) et l’idée (l’esprit) d’un mot. Toutefois le point commun, parmi ces critiques et écrivains, serait le suivant : en accord avec la théorie de Bergson, les mots auraient la capacité d’enchaîner la pensée : ils ne pourraient que la réduire, la détruire. Paulhan retrace ainsi la genèse d’un « pouvoir des mots », sorte de consensus autour de l’idée selon laquelle il y aurait notamment de « grands mots » à même de plonger le lecteur ou l’auditeur dans la confusion, et source de tromperie.

L’auteur récuse cette idée de « pouvoir des mots », arguant tout d’abord qu’elle n’a jamais été observée par le moindre linguiste (Paulhan fait ici référence aux travaux de Michel Bréal) : au contraire, il semblerait que ce soit l’inverse qui ait été noté. Il rappelle à ce propos deux lois sémantiques, tout d’abord celle de l’usure des sens : 
« Quand garce a son sens dévié, cette conscience invente fille ; et jeune fille, quand fille à son tour s’égare. Loin que le mot survive à l’idée, c’est l’idée qui survit au mot. »
Ensuite il reproduit une seconde loi sémantique qui « porte que le sens commun, en matière de langage, dispose d’un instinct qui ne le trompe guère ; qu’il perçoit exactement, bien avant grammairiens et linguistes, les plus menues variations d’un sens ». De fait, la conception évoquée plus tôt est largement discutée.
Paulhan inclut aussi dans les Terroristes Stendhal, Mallarmé, les Surréalistes. Reprenant le principe de projection, il oppose, à ceux qui reprochent un embarras de langage et de mots, leur propre verbalisme. Le principe de la Terreur selon lequel le langage ne doit pas être une préoccupation trop importante de l’homme est mis en relation avec l’aphorisme « Le verbalisme, c’est toujours la pensée des autres » que répète Paulhan. Ainsi, ce n’est plus l’écrivain qui fait preuve de verbalisme, mais son lecteur, qui l’affuble de ses propres angoisses.

## De la terreur aux maintenances
La terreur décrite, Paulhan propose une tentative de résolution. Il amorce ainsi une période dite de « maintenance », où le malentendu serait dépassé, « le pouvoir des mots » déconstruit, le verbalisme mis en suspens. Cette période des « maintenances » est caractérisée par l’image d’un écriteau mentionné par l’auteur et qui figurerait à l’entrée du jardin public de Tarbes : 
« IL EST DÉFENDU D’ENTRER DANS LE JARDIN AVEC DES FLEURS À LA MAIN »
A la fin de l’ouvrage, il est remplacé par : 
« IL EST DÉFENDU D’ENTRER DANS LE JARDIN PUBLIC SANS FLEURS À LA MAIN »
Les fleurs, ce sont celles de rhétorique, dont la présence suspecte, voire la disparition, est à l’origine de cet état de misère et de suspicion dans lequel se trouveraient les lettres françaises.
Paulhan ne propose pas un retour à la rhétorique classique, mais une période intermédiaire de réinvention collective d’une rhétorique à même de servir la compréhension entre écrivain, critique et lecteur. La suite de sa réflexion, et l’ébauche de cette rhétorique, figurent dans un second ouvrage, intitulé Le Don des langues, publié en 1967.

## Mise en accusation des écrivains et critiques duXIXeauXXesiècle
La terreur littéraire est intimement liée à une période historique : les auteurs et critiques incriminés sont tous postérieurs à 1789 ou 1793, et la citation du conventionnel Joseph Le Bon d’août 1793 « Le tribunal révolutionnaire d’Arras jugera d’abord les prévenus distingués par leurs talents »  rappelle ce lien à double entrée. À travers cette analogie, Paulhan invite de nombreux écrivains et critiques à questionner leur rapport au langage, et de fait à la littérature. L’auteur brosse le portrait d’une attitude face aux Lettres, insuffisante d’après ses effets et ses conséquences, qui aurait cours depuis le XIXe siècle :
« Ce serait, à peu près, que Corneille ou Boileau peuvent se passer de la nouveauté, alors qu’elle est à Baudelaire ou Victor Hugo indispensable, s’ils veulent seulement s’exprimer. « Je hasarde, dit l’un, mon non tam meliora quam nova. » Mais l’autre : « Point d’art sans surprise. » Corneille est libre d’être neuf, voire extravagant – car la rhétorique place à égalité devant lui le cliché, le paradoxe. Mais Baudelaire ne l’est pas, si le paradoxe seul lui donne sens et dignité ; il faut que Nerval se pende, et qu’Hölderlin devienne fou. Ainsi des autres : car la fièvre est à Pascal un accident mais à Byron une mission. Et la prostituée de Victor Hugo tient de la déclaration de principes : elle porte message. Mais la princesse n’est à Racine qu’un lieu pur, où les passions jouent libres de gênes. L’une, c’est parce que prostituée ; l’autre, bien que princesse. Et le style personnel non plus n’est à La Bruyère ou Marivaux qu’une qualité entre cent – et certes inégale au goût, à la composition, au souci du vrai. Mais à Schwob ou Gourmont, de leur propre aveu, la raison même et la source de leurs autres qualités. Le monstre de Théramène est amusant comme un crocodile, mais le monstre surréaliste a tout l’ennui d’une démonstration. »
La mise en cause des Surréalistes, et notamment de Breton, leur « Pape », est à entendre dans la radicalité des positions surréalistes, et de leur méfiance, voire leur haine, quant à la littérature de leurs ainés, leur volonté de démystifier et de faire disparaître (que ce soit dans les procès fictifs de Barrès, les mots pleins de haine écrits lors de la mort d’Anatole France ou à l’endroit de Cocteau, par exemple). Ils constituent ainsi les parfaits « terroristes » auxquels Paulhan fait référence.

## Langage et politique
Dans sa conception de la littérature, Paulhan invite le lecteur à considérer le mal qui affecte les Lettres françaises comme une maladie du langage : « Comme si les États et la nature n’étaient pas tout à fait différents d’un grand langage, que chacun silencieusement se parlerait »
Le texte, paru en 1941, s’adresse aussi à ses contemporains et permet un élargissement du propos : le malentendu entre critiques, écrivains et lecteurs a trait au langage en général, et la tromperie peut aussi apparaître dans le domaine politique où les conceptions radicales des Terroristes trouvent écho dans le texte de Paulhan. Si un écrit politique ne peut être entendu ou compris à cause du « pouvoir des grands mots » qu’il exerce, si sa sincérité est mise en doute, et qu’enfin l’auteur dispose de l’« alibi » de l’irresponsabilité (c’est-à-dire le fait de dire qu’il n’est qu’un vaisseau pour la parole), quels peuvent être les résultats de cet échange ? Durant l’entre-deux-guerres, quand un auteur parle de « démocratie », selon son orientation anarchiste, républicaine, antirépublicaine, socialiste, à quoi fait-il exactement référence ? Paulhan montre bien comment chacun entend le mot selon ce qui l’avantage, et ainsi comment « Le verbalisme, c’est toujours la pensée des autres ». De plus, c’est à un véritable renversement des conceptions qu’aspire Paulhan : plus que « l’originalité », « la nouveauté » ou « la vérité », il cherche à redéfinir les attentes des participants à la communication littéraire, en créant une communion et un accord sur l’objet qu’est le langage : il espère sa réappropriation par l’homme.
Jean Paulhan a poursuivi cette réflexion, et conservé cette obsession tout au long de sa vie, en témoignent son Discours de réception à l’Académie française du 27 février 1964, et la réponse de Maurice Garçon, prononcée le même jour.